# 高月町馬上
高月町馬上（たかつきちょうまけ）は、滋賀県長浜市の大字。旧伊香郡高月町馬上。郵便番号529-0223。

## 地理

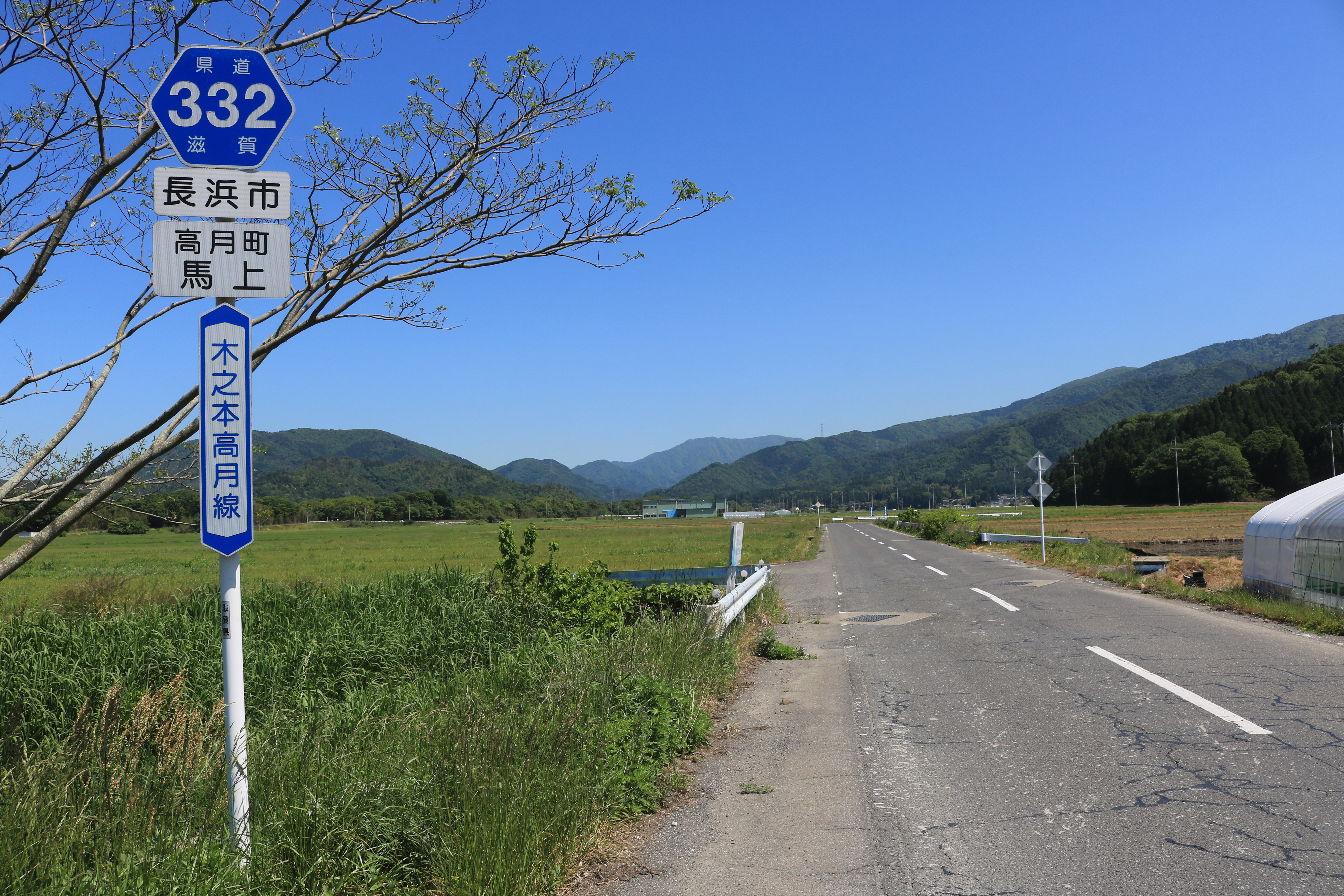
高月町馬上の農地を南北に通る滋賀県道332号木之本高月線

長浜市中北部、山田山の西麓、姉川の支流、高時川の東岸に位置する。北で高月町雨森、東で上山田、東南で下山田、南で湖北町二俣、西南で高月町高月の飛地、西で高月町落川・高月町渡岸寺・高月町柏原に接する。地域南部で国道365号が東南から西北に走り、この国道から滋賀県道332号木之本高月線が北に向かって分岐している。

### 河川
- 高時川

## 歴史
戦国時代に近江南部を治めた織田信長の軍団が、越前朝倉を攻める際、馬上の村に宿営したと伝えられている。

## 施設
- 走落神社

## 交通

### 鉄道
当地には鉄道が通っていないが、JR西日本北陸本線高月駅が最寄り駅になる。

### 道路
- 国道365号
  - 阿弥陀橋
- 滋賀県道332号木之本高月線